# Rug Busters
Rug Busters is een nummer van de Nederlandse indierockband Personal Trainer uit 2022. Het is de derde single van hun debuutalbum Big Love Blanket.
"Rug Busters" is een vrolijk indierocknummer met een bas, drums en keyboard vergezeld door een stukje reggaegitaar. Na het tweede refrein is ook een mondharmonica te horen. "Het idee was om een lied te maken dat mensen dichter bij elkaar brengt, ongeacht wie ze zijn, met wie ze zijn, wat ze geloven of wat ze hebben gedaan", zei frontman Willem Smit over het nummer. Het nummer werd veel gedraaid door NPO 3FM, dat Personal Trainer ook uitriep tot 3FM Talent, maar desondanks werden de hitlijsten niet gehaald.

## Tracklijst
- Muziekdownload

1. "Rug Busters" - 3:53
2. "Milk" - 5:00
3. "Key of Ego" - 4:47